# Art of Illusion
Art of Illusion is een opensourcecomputerprogramma voor het modelleren en renderen van 3D-computergraphics. Het is beschikbaar onder de GPL.
Het maakt gebruik van Java, zodat het programma zowel onder Windows, Linux, macOS en andere besturingssystemen werkt.
Het is niet zo uitgebreid als andere programma's maar heeft wel verschillende technieken voor speciale effecten, zoals "global illumination". Middels plug-ins kunnen door anderen uitbreidingen gemaakt worden.

## Voorbeelden

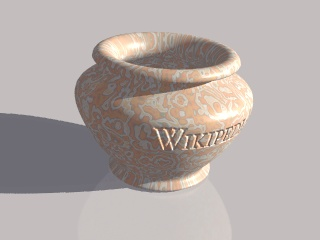
normaal
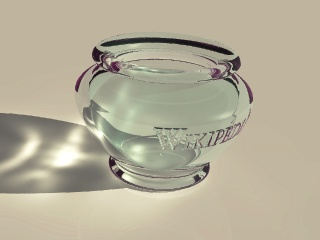
met brekingsindex
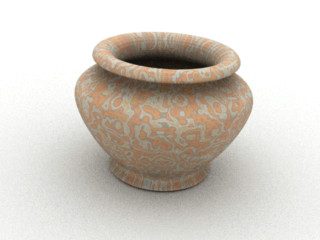
global illumination

Deze drie voorbeelden laten enkele mogelijkheden van het programma zien. Bij het eerste is de lichtbron rechts geplaatst, waardoor er links een schaduw valt. De structuur van de vaas is een wiskundige berekening. Bij het tweede plaatje wordt ook het licht berekend dat door het glas valt met een brekingsindex. Dat vergt extra rekentijd. Bij het derde plaatje is de lichtbron weggehaald en is de optie 'global illumination' aangezet. Het licht komt dan overal vandaan. In dit geval is er een grondoppervlak, zodat het licht niet van beneden op de vaas schijnt.